# Gewandhaus, Leipzig

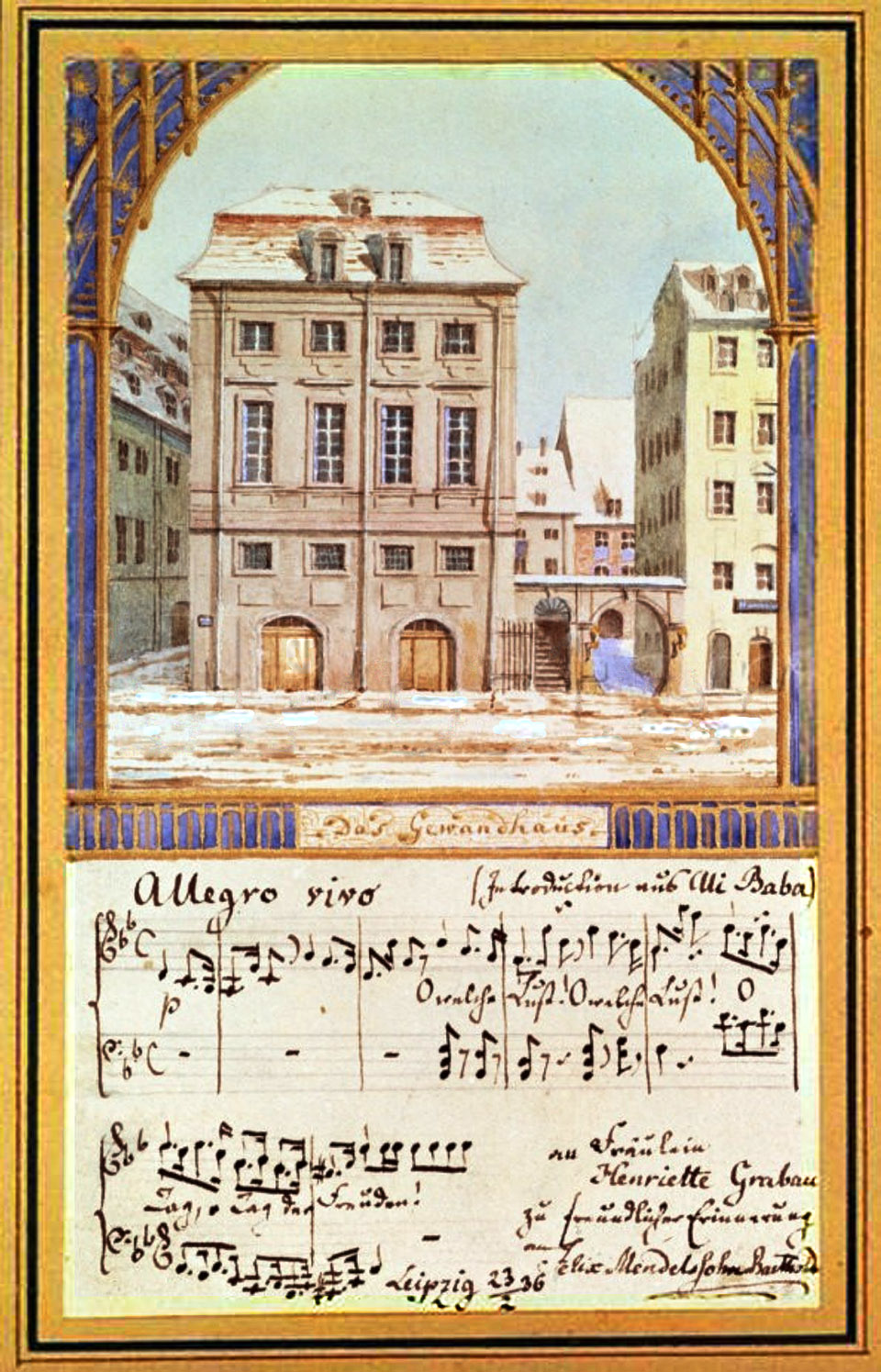
Det första Gewandhaus, akvarell av Felix Mendelssohn Bartholdy.
Noterna är några takter ur Luigi Cherubinis "Ali Baba". På målningen står också "An Fräulein Henriette Grabau zu freundlicher Erinnerung an Felix Mendelssohn Bartholdy." (Mendelssohns handskrift.)

Gewandhaus är konserthuset i Leipzig och ytterligare två historiska byggnader som varit dess föregångare och som sedan 1781 är hemmaarena för Gewandhausorchester Leipzig. Till konserthuset hör också Gewandhausorganisten, Gewandhauskören, liksom Gewandhausbarnkören. Dessutom finns olika kammarmusikensembler som till exempel Gewandhauskvartetten, en blåsarkvintett och Gewandhaus Chamber Brass.

## Det ursprungliga, första Gewandhaus
Huset byggdes 1498 i Gamla staden i Leipzig som klädeshandlarnas tygförrådshus. Första våningen användes som mässhus för tyg- och klädesförsäljning och byggnaden kom därför snart att kallas Gewandhaus - 'klädeshuset'.
1743 beslutade 16 köpmän att tillsammans grunda en konsertförening – Großes Concert – 'Stora konserten'. Denna bestod till att börja med av 16 musiker. Den första konserten ägde rum den 11 mars 1743. Från 1744 ägde konserterna rum på krogen "Drey Schwanen" på gatan Brühl i Leipzig. I och med flytten av konserterna  1781 till tygförrådshuset – Gewandhaus – kom orkestern att kallas Gewandhausorkestern.
1780–1781 byggdes på uppdrag av staden, genom Johann Carl Friedrich Dauthe, en konsertsal på andra våningen i huset. I denna klingade för första gången en konsert den 25 november 1781. Denna konsert, Das neue Konzert, gick tillbaka till den från 1743. 1823, 1831, 1842 och 1872 byggdes konsertsalen om och renoverades. Efter ombyggnaden 1842 rymde salen nu 1 000 personer, mot tidigare 500. På salens fasad anbringades ett citat från Seneca som skulle tjäna som motto för orkestern: Res severa verum gaudium ('Sann glädje är en allvarlig sak').
I det ursprungliga Gewandhaus kom att uruppföras många betydande verk i den klassiska repertoaren, verk som idag tillhör standardrepertoaren världen över. En av de betydande kapellmästarna för Gewandhausorkestern var Felix Mendelssohn Bartholdy. 
Efter 1884 kallades huset Altes Gewandhaus ('Gamla Gewandhaus') och användes till 1886 då och då fortfarande som konserthus. Byggnaden byggdes om och införlivades 1893–1896 i det nya byggnadskomplexet Städtisches Kaufhaus ('stadens varuhus'). En minnesplatta på andra våningen i det historiska trapphuset påminner om den tidigare ingången till konsertsalen.

## Konserthus, det andra Gewandhaus

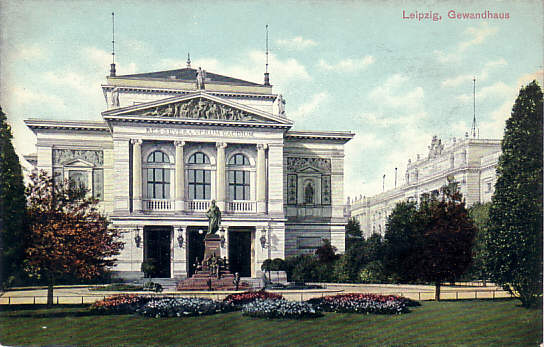
Konserthuset, ca 1900.

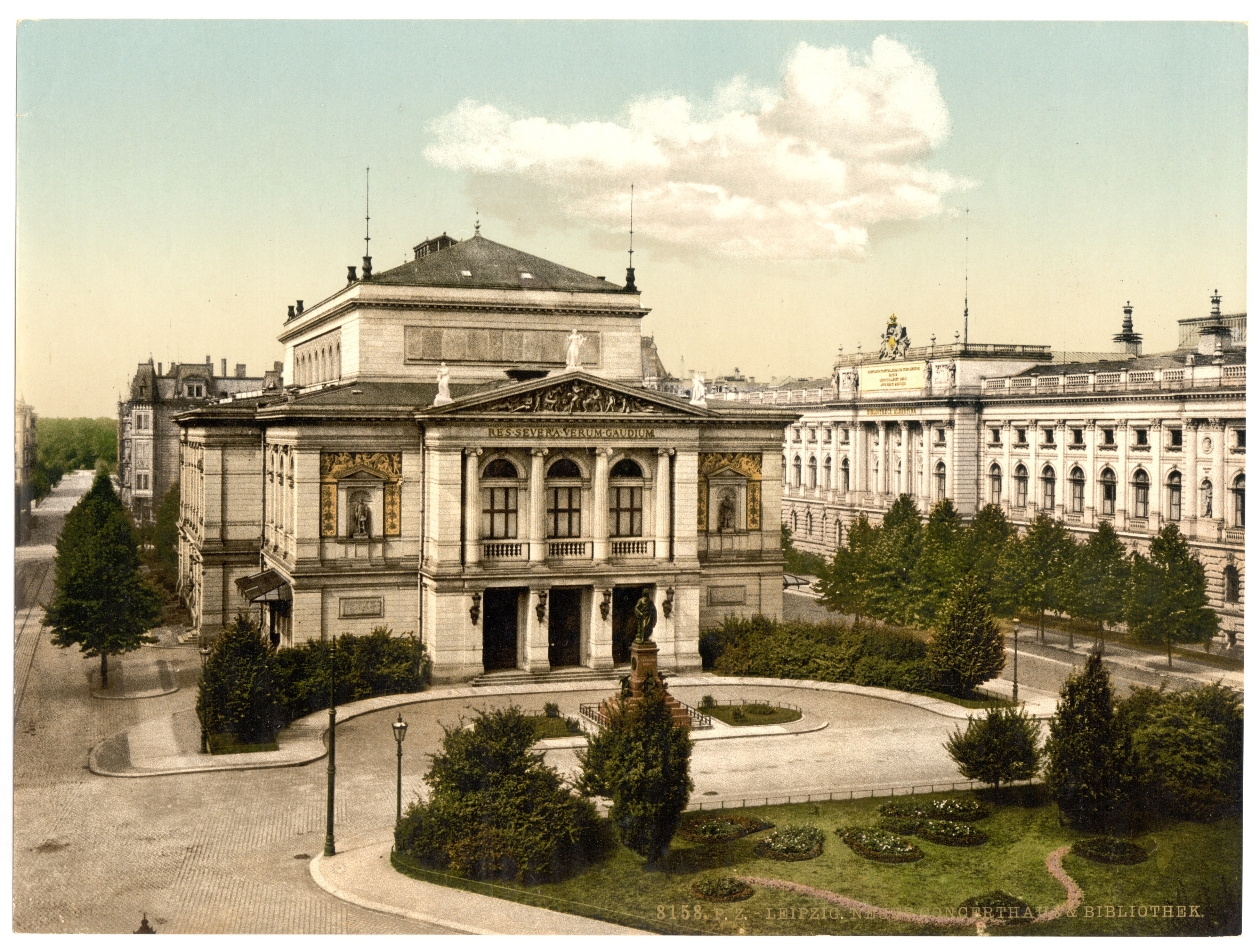
...ur ett annat perspektiv.

Den 11 december 1884 öppnades det nya konserthuset i musikkvarteret (i korsningen Grassistraße/Beethovenstraße)  sydväst om den gamla staden. Huset kom ofta att kalls Neues Gewandhaus för att påminna om det ursprungliga huset. Byggnaden ritades av Martin Gropius och bygget leddes av Heino Schmieden och pågick 1882-1884. Det finansierades genom en kredit från Franz Dominic Grassis sterbhus. Huset innehöll en stor sal med 1 700 platser och en kammarmusiksal med 650 platser. Orkesterns motto anbringades på ingångsportalens gavel.
Symphony Hall på 301 Massachusetts Avenue i Boston, Massachusetts, hemmaarena för Boston Symphony Orchestra, byggdes år 1900 som en kopia av det andra Gewandhaus.
I november 1936 förstörde nazisterna i nattens mörker den staty föreställande Mendelssohn av bildhuggaren Werner Stein som stod framför konserthuset och som uppförts 1892.
Huset skadades svårt av bomber den 3 och 4 december 1943 och i februari 1944 under andra världskriget. Först var det tänkt att man efter kriget skulle återuppföra byggnaden. Slutligen bestämde man sig för att riva resterna av huset och uppföra ett nytt på en annan plats. Den 29 mars 1968 revs ruinerna och efter att marken under många år varit en park uppfördes här 2002 en universitetsbyggnad.

## Efterkrigsprovisorium – Kongresshallen på Zoo
Efter att huset förstörts måste Gewandhausorkestern söka sig en annan spelplats. Under 1944 och 1945 spelade orkestern i biografen Capitol och från 1946 till 1981 i kongresshallen i Leipzigs Zoologiska trädgård.

## Nya Gewandhaus, tredje Gewandhaus

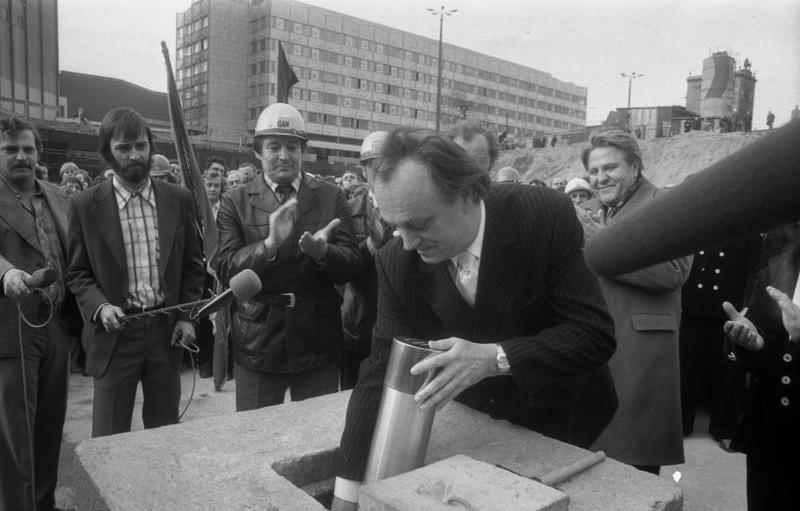
Grunden till det nya Gewandhaus läggs av Kurt Masur.

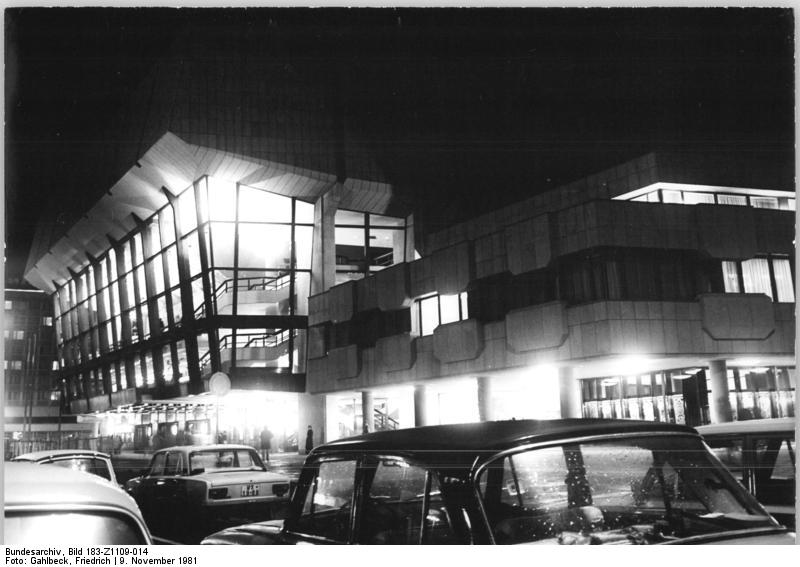
Det nya Gewandhaus fyra veckor efter öppnandet. Fotografi från den 9 november 1981.

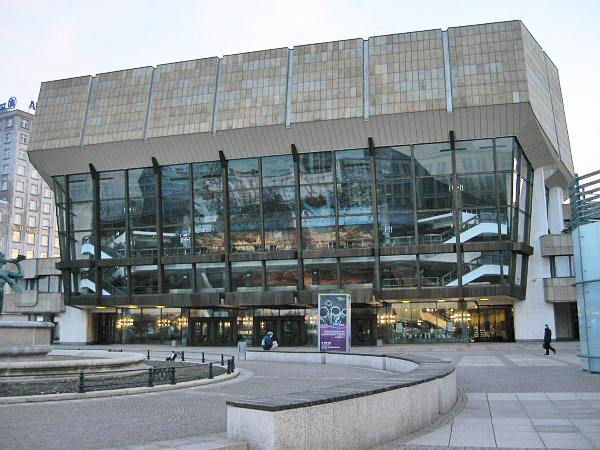
Det nya Gewandhaus på Augustusplatz.

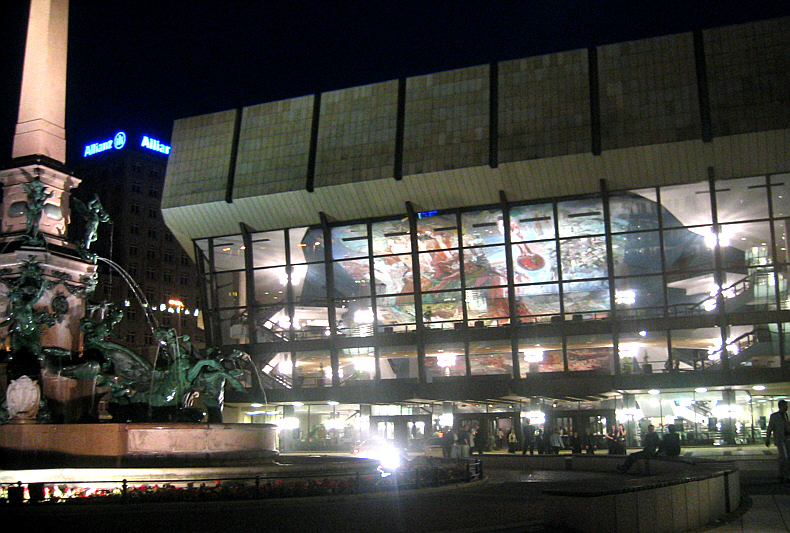
I mörker syns den stora väggmålningen av Sighard Gille i foajén på långt håll. I förgrunden Mendebrunnen.

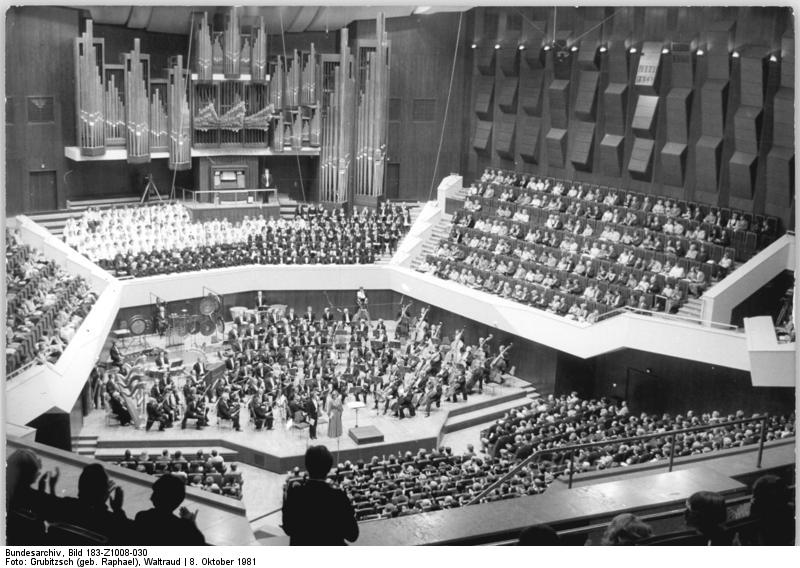
Gewandhausorkesterns första konsert i det nya huset under ledning av Kurt Masur gavs den 7 oktober 1981 för dem som varit engagerade i bygget.

Den 20 januari 1977 lades den första grundstenen till ett nytt Gewandhaus i centrum vid Karl-Marx-Platz (idag åter med namnet Augustusplatz), mitt emot Leipzigs operahus på den tidigare platsen för konstmuseet, Museum der bildenden Künste. Gewandhaus var det första och enda nya konserthuset som byggdes i DDR. Andra stora projekt bestod framför allt av multifunktionsbyggnader vanligen kallade kulturhus, kulturpalats eller stadshallar. Statsapparatens bifall till det nya Gewandhausbygget tillskrivs framför allt den dåvarande Gewandhauskapellmästaren Kurt Masurs insatser.
Utkastet till och projekteringen av det nya Gewandhaus kom från Rudolf Skoda tillsammans med Eberhard Göschel, Volker Sieg och Winfried Sziegoleit och baserade sig på den av Horst Siegel och Rudolf Skoda utarbetade stadsbyggnadsplanen 1975–1976. Sighard Gille skapade 1980–1981 till foajén den 714 m² stora, 31,80 m höga takmålningen Gesang vom Leben ('Sången om livet'). Den är den största takmålningen i Europa. 
Stora salen med 1 900 platser har en utmärkt akustik skapad av Wolfgang Fasold, Helgo Winkler, Hans-Peter Tennhardt och Eberhard Küstner. Under bygget fylldes salen flera gånger med soldater ur Nationale Volksarmee för att testa akustiken med fullsatt salong. Salen är försedd med en Schuke-orgel som har 6 638 pipor. Orkesterns motto Res severa verum gaudium finns återigen i salen på orgelläktaren. 
Vid öppningskonserten den 8 oktober 1981 under ledning av Kurt Masur stod på programmet Siegfried Thieles Gesänge an die Sonne och Ludwig van Beethovens nionde symfoni. 
Under hösten 1989 fick Gewandhaus också en politisk betydelse. Kurt Masur öppnade huset för så kallade Gewandhaussamtal, offentliga diskussioner där DDR:s reformer och framtid diskuterades. På så sätt blev Gewandhaus en plattform för den politiska oppositionen i DDR.
"Lilla salen" med 498 platser byggdes om 1997 av Rudolf Skoda till Mendelssohnsalen och används framför allt till kammarmusik.

## Uruppföranden
I första Gewandhaus
- Ludwig van Beethoven: Pianokonsert nr 5 Ess-dur Kejsarkonserten (1809, publ 1810, uruppförande 1811)
- Franz Schubert: Symfoni i C-Dur (uruppförande 21 mars 1839)
- Robert Schumann: Symfoni nr 1 B♭-dur, op. 38, Vårsymfonin (uruppförande 31 mars 1841)
- Robert Schumann: Symfoni nr 4 d-moll, op. 120 (uruppförande 1841)
- Felix Mendelssohn Bartholdy: Symfoni nr 3 i a-moll, op. 56,  "Skotska“ (uruppförande 3 mars 1842)
- Felix Mendelssohn Bartholdy: Violinkonsert i e-moll, op. 64 (uruppförande 13 mars 1845)
- Robert Schumann: Symfoni nr 2 C-dur, op. 61 (uruppförande 5 november 1846)
- Richard Wagner: Förspel till Mästersångarna i Nürnberg (uruppförande 2 juni 1862)
- Johannes Brahms: Ein deutsches Requiem op. 45 (uruppförande av det fullständiga verket 18 februari 1869)
- Johannes Brahms: Violinkonsert D-Dur op. 77 (uruppförande 1 januari 1879)

I andra Gewandhaus
- Max Reger: Violinkonsert A-Dur op. 101 (uruppförande 18 oktober 1908)
- Max Reger: Pianokonsert f-moll op. 114 (uruppförande 15 december 1910)
- Antonín Dvořák: Cellokonsert A-Dur (kompletterad av Günter Raphael, uruppförande 24 oktober 1929)

I nya Gewandhaus
- Alfred Schnittke: Symfoni nr. 3 (uruppförande 5 november 1981)